# Kónya Kálmán (fotóművész)
Kónya Kálmán (Ebed, 1926. május 6. – Budapest, 1997. szeptember 11.) szlovákiai magyar fotóművész. Az Iparművészeti Főiskola, az Iparművészeti Tanács, a Budapesti Műszaki és Gazdaságtudományi Egyetem lakóépület-tervezési tanszékének külső munkatársa volt. A Nagy építészettörténeti sorozat, a Hereditas, a Magyar Nemzeti Múzeum Kincsek sorozatának illusztrátora volt.

## Életpályája
Szülei: Kónya Kálmán és Póhlmüller Teréz voltak. 1957-ig a Népművelési Minisztériumban dolgozott. 1957-től főfoglalkozású fotósként dolgozott. 1961-től a Magyar Fotóművészek Szövetségének tagja, 1971-1982 között pedig az elnökség tagja volt.

## Egyéni kiállításai
- 1981 Tata, Esztergom, Debrecen
- 1987 Keszthely, Siófok
- 1988 Nádudvar, Miskolc

## Díjai, kitüntetései
- Székely Aladár-emlékérem (1966)
- AFIAP-díj (1969)
- EFIAP-díj (1971)
- Balázs Béla-díj (1974)